# 磺酸酯

典型的磺酸根离子

磺酸酯为磺酸的有机酯，都含有R-SO2O−官能团。
磺酸酯具有通式：R1SO2OR2。如R2基团为甲基，R1基团为三氟甲基，则化合物为三氟甲磺酸酯。
由于RSO2O−基团在SN1，SN2，E1和E2反应中是一个良好的离去基团，磺酸酯广泛的应用于有机合成试剂。三氟甲磺酸甲酯是一种很强的甲基化试剂，可用于增强蛋白质链的溶解性。

## 举例
- 甲磺酸酯CH3SO2O−
- 三氟甲磺酸酯CF3SO2O−
- 对甲苯磺酸酯CH3C6H4SO2O−
- 苯磺酸酯C6H5SO2O−